# Weißbauch-Bronzemännchen
Das Weißbauch-Bronzemännchen (Lonchura leucogastra), auch Weißbäuchiges Bronzemännchen genannt, ist eine Art aus der Familie der Prachtfinken (Estrildidae). Es werden mehrere Unterarten unterschieden. Von einigen Autoren wird das Weißbauch-Bronzemännchen gemeinsam mit dem Bergbronzemännchen einer Superspezies zugeordnet.

## Beschreibung
Das Weißbauch-Bronzemännchen erreicht eine Körperlänge von elf Zentimetern. Es besteht kein Sexualdimorphismus.
Der Vorderkopf, die Kehle und der Vorderhals sind je nach Unterart schwärzlichbraun bis schwarz gefärbt. Der Rücken ist dunkelbraun, wobei einige Unterarten weiße Schaftstriche aufweisen. Die Flügeldecken und die Armschwingen sind dunkelbraun. Die Oberschwanzdecken sind dunkler als der Rücken. Die schwarzbraunen Handschwingen sind hellbraun gesäumt, die ebenfalls schwarzbraunen Schwanzfedern haben dagegen gelbliche Außensäume.
Die Vorderbrust und Körperseiten variieren je nach Unterart zwischen einem fahleren oder einem dunkleren Schokoladebraun. Die Körperunterseite ist in der Mitte weiß. Das Auge ist braun, der Oberschnabel ist dunkel bleigrau während der Unterschnabel etwas aufgehellt ist. Die Füße und die Läufe sind bleigrau.
Jungvögel sind auf der Körperoberseite etwas heller braun als adulte Vögel. Sie weisen undeutlichere Schaftstriche auf. Die Körperunterseite ist bräunlich.

## Verbreitung und Lebensweise
Das Verbreitungsgebiet des Weißbauch-Bronzemännchen erstreckt sich von Malaysia bis in die Region von Tavoy (Myanmar) und dem Süden von Thailand. Die Art kommt außerdem auf Sumatra, Borneo und den Philippinen vor. Auf Java ist die Art sehr selten. Bei der dort vorkommenden Population könnte es sich um Gefangenschaftsflüchtlinge handeln.
Der Lebensraum dieser Prachtfinkenart sind Waldränder und Waldlichtungen. Die Art hat sich außerdem menschlichen Siedlungsraum erschlossen und kommt auch in Gärten, auf Gehöften und in Reisfeldern vor. Sie werden meist paarweise und in kleinen Gruppen, vermutlich Familienverbänden, beobachtet. Sie nisten allerdings häufig in Kolonien. Die Nahrung besteht überwiegend aus Grassamen. Daneben fressen sie außerdem halbreifen und reifen Reis. Aus diesem Grund wird das Weißbauch-Bronzemännchen in einigen Regionen als landwirtschaftlicher Schädling eingeordnet.
Das rundliche Nest wird bevorzugt im dichten Buschwerk angelegt. Das Gelege besteht aus drei bis vier Eiern. Die Brutzeit beträgt zwischen zehn und dreizehn Tagen.

## Haltung
Weißbauch-Bronzemännchen werden nur sehr selten im Vogelhandel angeboten. Es ist allerdings nicht auszuschließen, dass die Art gelegentlich mit dem Spitzschwanz-Bronzemännchen verwechselt wird. Weißbauch-Bronzemännchen werden in Europa zwar nachgezüchtet, allerdings kommt es wegen der geringen Zahl an Zuchtpaaren zu Inzuchtdepressionen wie mangelnder Fruchtbarkeit und schlechten Schlupfquoten.

## Belege

### Einzelbelege
1. ↑   Nicolai et al., S. 311
2. ↑  Nicolai et al., S. 312.
3. ↑  Nicolai et al., S. 313.